# Diplazium perrotetii
Diplazium perrotetii är en majbräkenväxtart som först beskrevs av Marie Laure Tardieu och som fick sitt nu gällande namn av Motozi Tagawa.
Diplazium perrotetii ingår i släktet Diplazium och familjen Athyriaceae. Inga underarter finns listade i Catalogue of Life.